# Bothriospermum kusnetzowii
Bothriospermum kusnetzowii là loài thực vật có hoa trong họ Mồ hôi. Loài này được Bunge ex A.DC. mô tả khoa học đầu tiên năm 1846.